# Переслідування ромів
Історія переслідування ромів (ромофобія), особливо в Європі, майже така ж давня, як і їхня присутність. Початковий прийом у XV столітті був відносно добрим у порівнянні з їхнім становищем у наступні століття. Ромів приймали з цікавістю і навіть повагою, а деякі князі та лорди пропонували ескорт для своїх свит, які представлялися християнськими паломниками. Однак на початку XVІ століття спостерігалося майже повне незадоволення приймаючими громадами. На той час роми були вигнані або переслідувані майже скрізь у Європі.

## Історія
Історична документація, що збереглася, фіксує довгий ланцюг вигнань майже з моменту прибуття ромів. 8 вересня 1427 року їх вигнали з Понтуазу і, нарешті, з Парижа в 1439 році, з усієї Швейцарії в 1471 році, з усієї Німеччини в 1500 році і з Англії під страхом смертної кари в 1514 році. У 1540 році — з Бельгії, також під страхом смерті. На той час і в Іспанії, і у Франції їх вже відправляли на галери. У XVІІ столітті Португалія депортувала їх до Америки. В Угорщині та Румунії їх просто поневолювали.
Кількість законів, прагматик, декретів, постанов і спеціальних винятків, спрямованих проти ромів у всіх місцях, де вони проживали і проживають, така, що перерахувати їх усіх неможливо. Тільки в Іспанії, починаючи з 1499 року, було прийнято понад 280 прагматик, спрямованих проти ромів. Те ж саме відбувалося і в інших країнах. Наприклад, наприкінці 1998 року в штаті Нью-Джерсі (США) був скасований останній закон, який «передбачав спеціальний нагляд за циганським населенням».

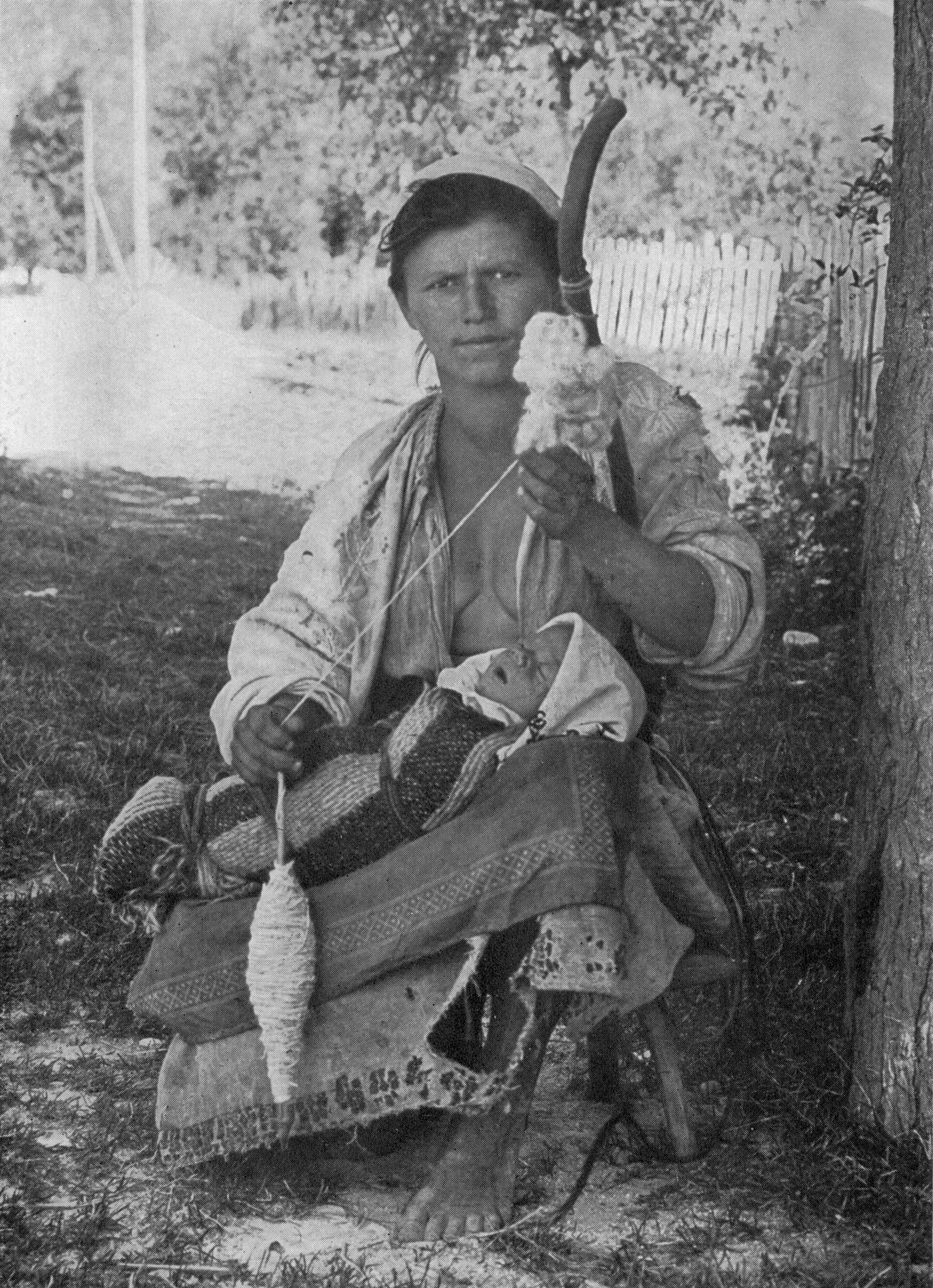
Роми Угорщини.

Однак слід зазначити, що примноження заходів з гомогенізації та асиміляції етнічності постійно виявляє невдачі. Вони не лише не зникають, не «асимілюються», але й неухильно поширюються і більш-менш успішно зберігають власні риси з певною вірністю — явище, яке деякі науковці називають «етнічним опором».
У серпні 2010 року уряд Ніколя Саркозі змусив ліквідувати всі незаконні табори у Франції, більшість з яких складалися з румунських ромів. В обмін вони отримають допомогу в розмірі 300 євро на дорослого та 100 євро на дитину. Це викликало різку реакцію проти:
- Вів'єн Редінг (Європейський комісар з питань юстиції).[5]
- Жозе Мануел Баррозу (президент Європейської комісії).[6]
- Ангела Меркель: Саркозі каже, що уряд Німеччини збирався зробити те саме, що Меркель категорично заперечувала.[7]

### Причини переслідування
Для того, щоб зрозуміти фундаментальну і вирішальну причину переслідування або маргіналізації ромів та інших етнічних меншин, необхідно розглянути процеси державної централізації в Європі, починаючи з XVI століття, засновані на культурній, мовній та релігійній гомогенізації. Перші декрети про вигнання та асиміляцію в Іспанії збіглися з вигнанням євреїв у 1492 році та переслідуванням або наверненням іспанських мусульман.
Історик Рауль Гільберг нагадує, що «знищення європейських євреїв закладено в самий центр проекту європейської модерності та моделі західної цивілізації», Тереза Сан Роман пояснює переслідування ромів з тієї ж точки зору: будівництво централістських держав, спочатку, і національних ідентичностей, пізніше.

### Заходи боротьби
Форми репресій з боку влади та суспільства були дуже різноманітними: від простої маргіналізації та криміналізації до смерті, включаючи примусову осілість, депортацію та вигнання, тілесні покарання та каліцтва, рабство, примусову працю на галерах, ув'язнення або утримання в кварталах, ґетто, відомих в Іспанії як «gitanerías». Для кожної форми переслідування ромські громади по всьому світу виробили і продовжують виробляти специфічні механізми і стратегії виживання, приховування, адаптації або втечі.
- Вигнання. Практично всі європейські держави безуспішно приймали декрети про вигнання. В Іспанії, хоча він розглядався в різних випадках, особливо після вигнання маврів і підготовки до облави 1749 року, він так і не був введений в дію.

- Депортація. Португалія[10] та Англія[11] використовували примусове переселення ромського населення до своїх американських колоній, що контрастує з обмежувальною політикою іспанської корони, яка забороняла їм в'їзд до своїх колоній і наказала виселити всіх, хто зміг вийти з країни. доступ до них.[12]

- Поневолення. Роми були поневолені в Румунії та Угорщині. Скасування ромського рабства відбулося у другій половині ХІХ століття. В Іспанії цей захід був передбачений лише для рецидивістів прагматичним декретом 1499 року, хоча немає жодних записів про те, що ця практика застосовувалася дотепер.

- Асиміляція. Іспанське антиромське законодавство, наприклад, протягом багатьох років було асиміляційним. Карл III у 1783 році націоналізував ромів за допомогою прагматичного декрету, який проголосив їх іспанськими громадянами, а отже, обов'язок і право дітей ходити до школи у віці чотирьох років, вільно обирати місце проживання, працевлаштовуватися або займатися будь-якою діяльністю, караючи гільдії, які перешкоджали в'їзду або протидіяли проживанню циганів. Але ціною того, що роми відмовлялися від своєї етнічної реальності, наприклад, від способу одягатися, від використання мови кало, осідали і відмовлялися від свого мандрівного життя. Таким же прагматичним чином слово «циган» буде оголошено поза законом.

- Відокремлення. Одним із найтемніших і найбільш забутих епізодів в історії іспанських ромів була Велика облава, або генеральне ув'язнення ромів 1749 року.[13] Під час правління Фернандо VI і за планом, розробленим таємно та організованим маркізом Енсенадою, було вирішено «захопити всіх ромів, які живуть і кочують у цих королівствах, без винятку статі, статусу чи віку, не залишаючи за собою жодного притулку, яким вони скористалися».[14] Майже всі іспанські роми були заарештовані, близько 9000, чоловіків і дітей старше 7 років відправили до військово-морських арсеналів, а жінок і маленьких дітей ув'язнили в будинках милосердя або в будівлях, створених для цієї мети. Вони були помилувані лише через 14 років королем Карлом III, а деякі були звільнені лише в 1767 році.

- Стерилізація та примусові аборти. Уряд Швеції визнав у «Білій книзі», опублікованій у березні 2014 року, де детально описуються жорстоке поводження з ромами з 1900 року, яке включало примусову стерилізацію та аборти, а також відбирання дітей у матерів для розміщення їх у притулках, оскільки роми вважаються «небажаною групою для суспільство». Стерилізація ромок була виправдана «інтересами демографічної політики». «Це не нові викриття. Роми розповідали нам ці історії роками, але до них не прислухалися. Тепер ми просто зібрали офіційні документи та порівняли їх зі свідченнями», — заявляє радник шведського міністерства інтеграції.[15]

- Винищення. В Іспанії в 1749 році був реалізований проєкт, який мав на меті зникнення циганської етнічної групи через в'язницю та подальше роздільне ув'язнення чоловіків і жінок. Програма, яку довелося припинити протягом трьох місяців після її початку, через численні протести та докори сумління короля.[16] Під час Другої світової війни, як і інші етнічні групи чи меншини, вони зазнавали переслідувань і дискримінації, тисячі з них загинули в різних концтаборах. Кількість європейських ромів, убитих під час так званого ромською мовою Пораймос («пожирання»), досі точно невідома, цифри варіюються від 250 000 до 600 000 убитих.

## Ромська маргінальність

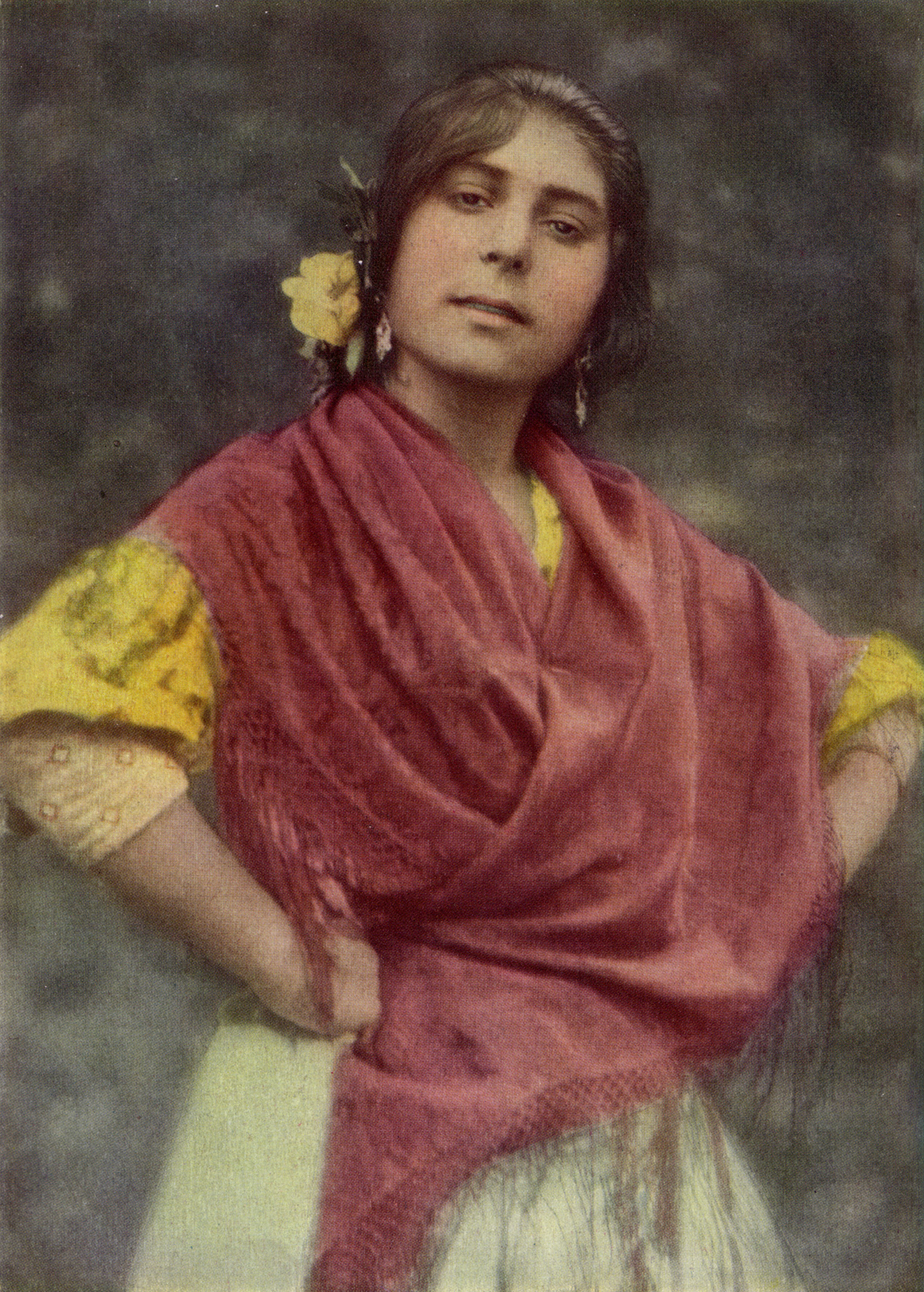
Ромка із Гранади, National Geographic Magazine (1917).

Негативний соціальний імідж цієї спільноти дуже чіткий і приголомшливий майже з моменту її появи, як це можна побачити на багатьох мовах. Англійською мовою слово «gyp» (від «gypsy», ром) означає «шахрайство» або «обман», а популярна німецька етимологія припускає, що «Zigeuner» (циган) походить від «Ziehende Gauner» (мандрівний злодій). Те саме стосується угорської мови, де народне уявлення пов'язує «cigány» зі словом «szegény» (бідний). Навіть у поточному словнику RAE включено таке принизливе розмовне значення для ромів: «Шахрай або обманщик».
Звинувачення на адресу ромів повторюються в тій чи іншій формі, не змінюючись по суті протягом століть. Вони пов'язані зі злочинністю, і, наприклад, зустрівши багато з них в Андалусії під час війни за незалежність Іспанії, лорд Ендрю Томас Блейні, англійський солдат, який воював у ній, написав, що:
Раніше ці бродяги перебували під захистом знаті, в обмін на те, що вони завжди були до послуг свого патрона, щоб помститися за рани, протистояти ворогам або задовольнити заздрість до суперника.
Їх звинувачують у крайньому консерватизмі; бути відданими окультизму та язичницьким мистецтвам, наприклад, крадіжці або підробці цвяхів Христа, киданню лихого ока або імпорту Таро в Європу; Їх звинувачують в експлуатації дітей, у викраденні дітей, у нечесних заняттях, у лінощі: «незламна, незбагненна, невтомна, незнищенна та незнищенна раса, яку так само бояться, як і ненавидять».

### Громадський образ
Всі ці негативні моменти були підхоплені і розкручені в широкому спектрі медіа.Література зробила свій внесок у збирання та звеличення міфу про циганську особистість. Мігель де Сервантес|Сервантес пише у своєму романі «Житанілла»:
Здається, що роми і ромки народжуються на світ тільки для того, щоб бути злодіями: вони народжуються від батьків-злодіїв, вони виховуються у злодіїв, вони вчаться бути злодіями і, нарешті, вони виходять звичайними злодіями на будь-яку арену, і бажання красти і крадіжка є в них як нерозривні випадковості, які може усунути тільки смерть.
Деякі державні та місцеві адміністрації також вказали в тому ж напрямку:
ром, який з найбільшою природністю демонструє абсолютну "пасивність" перед обличчям писаного закону, що призводить до ситуації підпільності та нелегальності, одночасно тягнучи за собою ступінь "квазі" перманентної злочинності, підбурюючи до крадіжок і грабежів... Не менш правдиво і те, що в деяких випадках боязких спроб інтеграції в різних сферах члени ромської громади майже завжди робили це у спосіб, який відрізнявся від того, що вимагали найелементарніші принципи цієї соціальної етики.
Навіть кримінологія, дисципліна, в принципі вільна від цінностей, призводить до тих самих тем. Чезаре Ломброзо, батько кримінологічного позитивізму, заявив, що роми є «живим образом цілої раси злочинців, які відтворюють усі пристрасті та пороки». І в документі іспанської тюремної адміністрації від 1951 року говориться:
Я говорю тут про бродячого і злодійкуватого рома, ворога власності; рома, який вважає, що має право грабувати. Інший ром, емансипований ром, ром, піднесений до ієрархії громадян за те, що вступив у закон, цей ром вже не ром, він втратив свою ромськість.
Відповідно до цього були прийняті закони, спрямовані на закріплення кліше, а не на подолання чи вирішення самих проблем маргіналізації та бідності. В Іспанії через ксенофобську політику диктатури Франко до 1978 року (кінець диктатури) до статуту Цивільної гвардії були включені такі статті:

- Стаття 4. За ромами будуть скрупульозно спостерігати, намагаючись розпізнати всі документи, які вони мають, порівняти їхні особисті дані, звернути увагу на одяг, з'ясувати їхній спосіб життя і все, що дозволяє скласти точне уявлення про їхні пересування і заняття, а також з'ясувати, куди вони прямують у своїх подорожах і з якою метою.
- Стаття 5. Оскільки ця категорія людей зазвичай не має постійного місця проживання, а часто переїжджає з одного місця на інше, де вони перебувають невідомо, доцільно вжити всіх необхідних заходів, щоб запобігти вчиненню ними кавалерійських чи будь-яких інших пограбувань.
- Стаття 6. Наказується, щоб роми та шалани мали при собі, окрім посвідчення особи, патент казни, який дозволяє їм займатися торгівлею кіньми. Для кожного з них вони повинні мати при собі довідник із зазначенням класу, походження, віку, заліза та деталей, який буде видаватися покупцеві (...) Ті, хто не матиме при собі цих документів або ті, у кого при їх огляді чи перевірці виявиться, що вони не в порядку, будуть затримані цивільною гвардією і передані в розпорядження компетентної влади як порушники закону.

Як показують деякі дослідження, навішування ярликів або клеймування (відоме в кримінології як криміналізація) було першим кроком у всіх країнах до дискредитації ромської спільноти з метою легітимізації її маргіналізації та переслідування:
(Бідність та виключення) "впливають на соціальну репрезентацію, яка має тенденцію асоціювати "ромів" з найгіршими рисами маргінальності (наркотики, злочинність), завдаючи серйозної шкоди багатьом з них та їхнім сім'ям, які, хоча і є соціально нестабільними, ніколи не вчиняли кримінальних злочинів.
Сучасні дослідження ромів виявили цей процес криміналізації та засудили «наскільки це явище поширене в усіх країнах, що змушує людей стверджувати, що стереотип „має бути не просто так“, тобто, що він повинен мати під собою якесь підґрунтя. Однак ці ж люди ніколи не стверджуватимуть, що антисемітизм, який набув дуже схожих форм у різних країнах світу, є наслідком ставлення самих євреїв».
Таким чином, засуджується, що злочинність серед циган є не причиною їх відчуження, а наслідком, а також «існування в нашому суспільстві глибоко вкорінених упереджень та глибокої дискримінації щодо ромської громади… (та) …заперечення важливості та серйозності цих упереджень, тим більше, коли мова йде про визнання наших власних особистих упереджень».